# Chroicopterini
Chroicopterini – plemię modliszek z rodziny Chroicopteridae i podrodziny Chroicopterinae.
Modliszki osiągające co najwyżej przeciętne jak na przedstawicieli rzędu rozmiary. Skrzydła u samców są w pełni wykształcone, u samic zaś w różnym stopniu skrócone. Samcze genitalia charakteryzuje apofiza falloidalna o mniej lub bardziej palcowatym płacie tylnym oraz zwykle zaopatrzonym we flagellum płacie przednim.
Przedstawiciele plemienia występują wyłącznie w krainie etiopskiej.

## Taksonomia
W 1915 roku została przez Ermanna Giglio-Tosa wprowadzona grupa pod nazwą Chroicopterae w obrębie podrodziny Amelinae wśród modliszkowatych. Anton Handrilsch w systemie z 1930 roku umieścił tę grupę w podrodzinie Mantinae. W systemie Reinharda Ehrmanna i Rogera Roya z 2002 roku istniała niepodzielona na plemiona podrodzina Chroicopterinae klasyfikowana w obrębie modliszkowatych. W systemie Christiana J. Schwarza i Roya z 2019 roku Chroicopterini pojawiły się jako jedno z plemion w podrodzinie Chroicopterinae w obrębie na nowo zdefiniowanych Chroicopteridae.
Do plemienia zalicza się 23 rodzaje sklasyfikowane w czterech podplemionach:
- Amphecostephanina Schwarz et Roy, 2019
- Bisanthina Giglio-Tos, 1917
- Chroicopterina Giglio-Tos, 1915
- Dystactina Giglio-Tos, 1915